# West Dundee
West Dundee és una població dels Estats Units a l'estat d'Illinois. Segons el cens del 2008 tenia 7.975 habitants.

## Demografia
Segons el cens del 2000, West Dundee tenia 5.428 habitants, 2.059 habitatges, i 1.453 famílies. La densitat de població era de 787,9 habitants/km².
Dels 2.059 habitatges en un 37% hi vivien nens de menys de 18 anys, en un 59,4% hi vivien parelles casades, en un 7,8% dones solteres, i en un 29,4% no eren unitats familiars. En el 24,3% dels habitatges hi vivien persones soles el 8,3% de les quals corresponia a persones de 65 anys o més que vivien soles. El nombre mitjà de persones vivint en cada habitatge era de 2,64 i el nombre mitjà de persones que vivien en cada família era de 3,18.
Per edats la població es repartia de la següent manera: un 28% tenia menys de 18 anys, un 7,4% entre 18 i 24, un 34% entre 25 i 44, un 22% de 45 a 60 i un 8,5% 65 anys o més.
L'edat mediana era de 35 anys. Per cada 100 dones de 18 o més anys hi havia 89,1 homes.
La renda mediana per habitatge era de 62.540 $ i la renda mediana per família de 78.007 $. Els homes tenien una renda mediana de 54.338 $ mentre que les dones 36.111 $. La renda per capita de la població era de 30.674 $. Aproximadament el 2,9% de les famílies i el 3,7% de la població estaven per davall del llindar de pobresa.

## Poblacions properes
El següent diagrama mostra les poblacions més properes.